# Коблиашвили, Роберт
Роберт Коблиашвили (груз. რობერტ კობლიაშვილი, 6 декабря 1993) — грузинский борец греко-римского стиля. Чемпион Европы 2018 года, призёр чемпионатов мира и Европы.

## Биография
Он выиграл серебряную медаль в весе до 85 кг на чемпионате Европы 2016 года, бронзовую медаль в весовой категории до 85 кг на чемпионате мира 2017 года.
Он соревновался в греко-римской мужской борьбе в весе до 85 кг на летних Олимпийских играх 2016 года, в котором уступил Денису Кудле.
Весной 2018 года на континентальном первенстве в Каспийске, Роберт сумел одолеть всех своих соперников и стал чемпионом Европы в весовой категории до 87 кг.
В октябре 2018 года стал бронзовым призёром чемпионата мира по греко-римской борьбе среди мужчин в весовой категории до 87 кг.
В апреле 2024 года на Европейском квалификационном турнире в Баку ему удалось завоевать лицензию для своей страны на летние Олимпийские игры 2024 в весовой категории до 97 кг.